# Cameron Richardson
Cameron Richardson (Baton Rouge, Luisiana, 11 de septiembre de 1979) es una actriz y modelo estadounidense.

## Biografía
Nacida en Baton Rouge, Richardson creció en Nueva Jersey. En 1997, se graduó de la secundaria en Old Bridge Township, Nueva Jersey. Se mudó a Nueva York a perseguir el modelado.
Cameron Richardson utiliza el nombre de Cam-bones (Cam-huesos) debido a su físico muy delgado.

## Filmografía

### Películas
| Año  | Título                               | Personaje        |
| ---- | ------------------------------------ | ---------------- |
| 2002 | Los casos de Frank McKlusky          | Sharon Webber    |
| 2003 | Escuela de novatos                   | Adrienne         |
| 2003 | After School Special                 | Rachael Unger    |
| 2005 | The Good Humor Man                   | Wendy            |
| 2005 | Supercross                           | Piper Cole       |
| 2006 | A la deriva                          | Michelle         |
| 2006 | If You Lived Here, You'd Be Home Now | Amy              |
| 2007 | Rise: Cazadora de sangre             | Collette/Frannie |
| 2007 | Alvin y las ardillas                 | Claire           |
| 2008 | I Heart Veronica Martin              | Veronica Martin  |
| 2008 | Familiar Strangers                   | Erin Worthington |
| 2009 | Problemas de mujeres                 | Darby            |
| 2010 | Wreckage                             | Kate             |
| 2010 | Hard Breakers                        | Alexis Bell      |
| 2011 | The Indestructible Jimmy Brown       | Alison           |
| 2011 | 4.2.3.                               | Eva              |
| 2012 | Hotel Noir                           | Maureen Chapman  |
| 2012 | Vanished                             | Alex             |
| 2012 | Last Call                            | Kiki             |
| 2012 | Inland Empire                        | Cambone          |
| 2013 | Holy Ghost People                    | Sister Sheila    |
| 2013 | The Jogger                           | Carol            |
| 2014 | Loco de amor                         | Michelle         |
| 2014 | 10.0 Terremoto en Los Ángeles        | Emily            |
| 2015 | At Home with Mystic                  | Maggie Andersen  |
| 2015 | Cindy's New Boyfriend                | Cindy            |
| 2015 | The Evil Gene                        | Dr. Dana Ehrhart |
| 2016 | Get a Job (filmada en 2012)          | Tara             |
| 2016 | The Ghost of Alice Flagg             | Janelle Gamble   |
| 2017 | Hickok                               | Mattie           |
| 2017 | Dead Ant                             | Love             |
| 2021 | Something About Her                  | Kristen          |

### Series de televisión
| Año         | Título                                            | Papel                    | Notas        |
| ----------- | ------------------------------------------------- | ------------------------ | ------------ |
| 2000 - 2001 | Cover Me: Based on the True Life of an FBI Family | Celeste Arno             | 24 episodios |
| 2003 - 2004 | Skin                                              | Darlene                  | 5 episodios  |
| 2005 - 2006 | Point Pleasant                                    | Paula Hargrove           | 13 episodios |
| 2006        | House                                             | Alex                     | 1 episodio   |
| 2006 - 2011 | El séquito                                        | Lindsay                  | 3 episodios  |
| 2008        | 12 Miles of Bad Road                              | Mckenna Shakespeare Hall | 6 episodios  |
| 2010        | Harper's Island                                   | Chloe Carter             | 10 episodios |
| 2012        | CSI: Crime Scene Investigation                    | Emily Hartley            | 1 episodio   |
| 2013        | Shameless                                         | Cheryl                   | 2 episodios  |
| 2014        | Asesinato en primer grado                         | Hannah Harkins           | 3 episodios  |
| 2014        | The Lottery                                       | Tracy Williams           | 2 episodios  |